# یلان گومز
یلان گومز (انگلیسی: Ylan Gomes؛ زادهٔ ۲۲ ژوئیهٔ ۲۰۰۲) بازیکن فوتبال است.
وی همچنین در تیم ملی فوتبال زیر ۱۷ سال فرانسه بازی کرده‌است.